# Leuchtturm Raskat

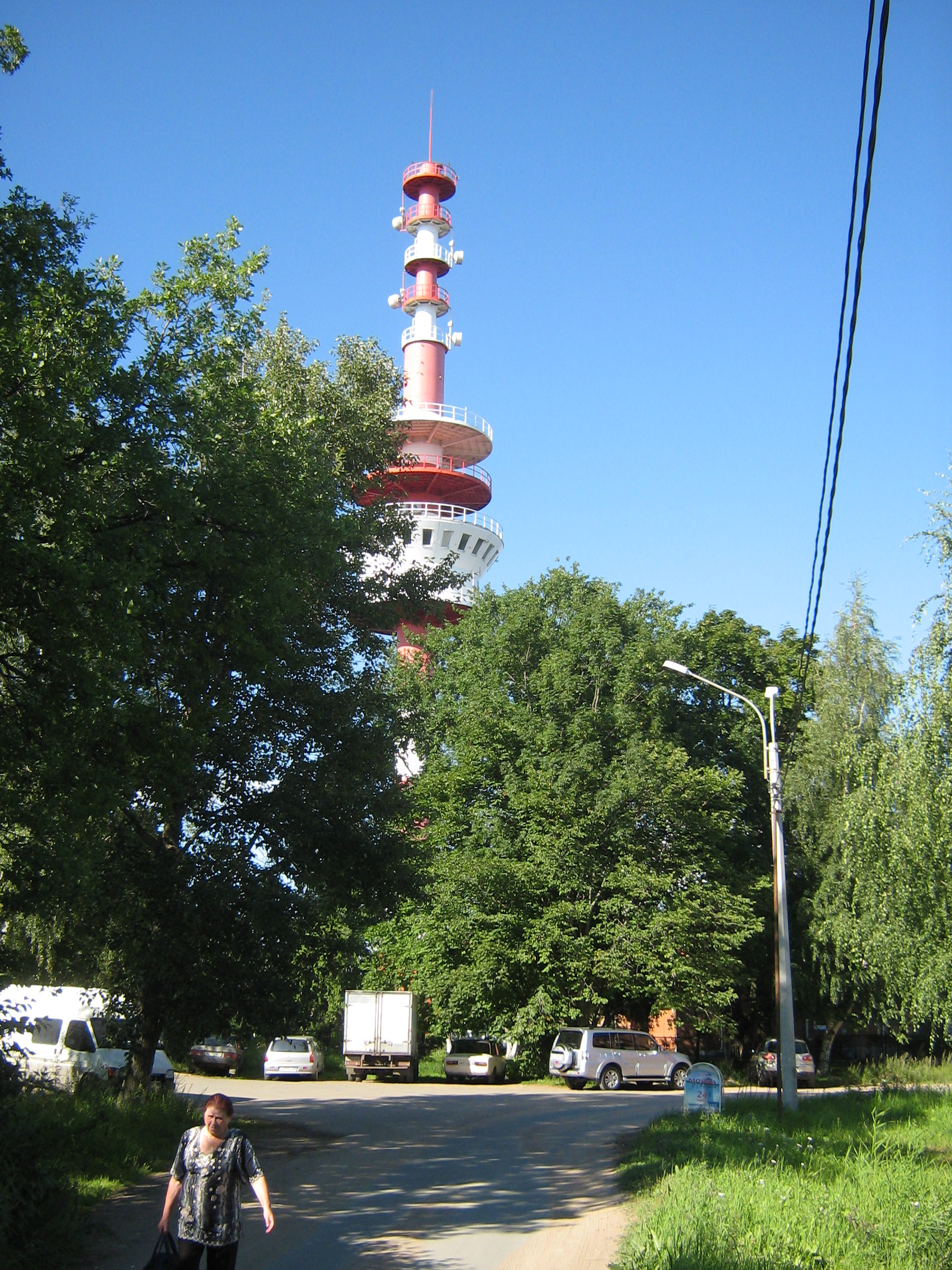

Der im allgemeinen Sprachgebrauch als Leuchtturm Raskat bezeichnete Kontrollturm hat keine auffälligen Lichtsignale, sondern kontrolliert und leitet den Schiffsverkehr in der Newabucht mit Funk und Radar. Der amtliche Name ist russisch Башня РЦУДС «Раскат» Baschnja RZUDS «Raskat». Der Gebäudekomplex in Peterhof ist ein regionales Zentrum für die Verkehrskontrolle der Häfen und seewärtigen Zufahrten von Sankt Petersburg und den umliegenden Städten.
Das erste inländische VTS wurde 1960 im Hafen von Leningrad in Betrieb genommen. Die erste Küstenradarstation (BRLS) „Raskat“ des Landes wurde 1960 im alten Peterhof an der Südküste der Newabucht gebaut. Sie arbeitete auf Abruf und half Schiffen, bei schlechten Sichtverhältnissen in einen schmalen Abschnitt des Seekanals zu navigieren. 
Im Zuge der Modernisierung wurde 1991 ein automatisiertes Küstenverkehrskontrollsystem (BARS UDS) mit dem Radarzentrum Raskat und zwei automatisierten Radarposten in Bronka und Strelna geschaffen. Damit wurde dieses System auf den Wasserbereich der Newabucht ausgedehnt. 
Diese Struktur in Form eines weiß-roten Turms ist eine Radaranlage und auch ein Funkrelais. Sie dient als Überwachungsposten für Schiffe mit einem automatisierten Verkehrssteuerungssystem. 
Das Bauwerk ist 75 Meter hoch und von Kontroll-, Verwaltungs- und Wartungsgebäuden umgeben. An der 30-m-Marke befinden sich die Radarantennen, knapp unterhalb des Technikraums an der 70-m-Marke befindet sich eine Wi-Fi-Antenne. Ein Aufzug geht bis auf 55 m und bis 70 m eine Wendeltreppe in einem Metallzylinder mit einem Durchmesser von 1,5 Metern.

## Quellen

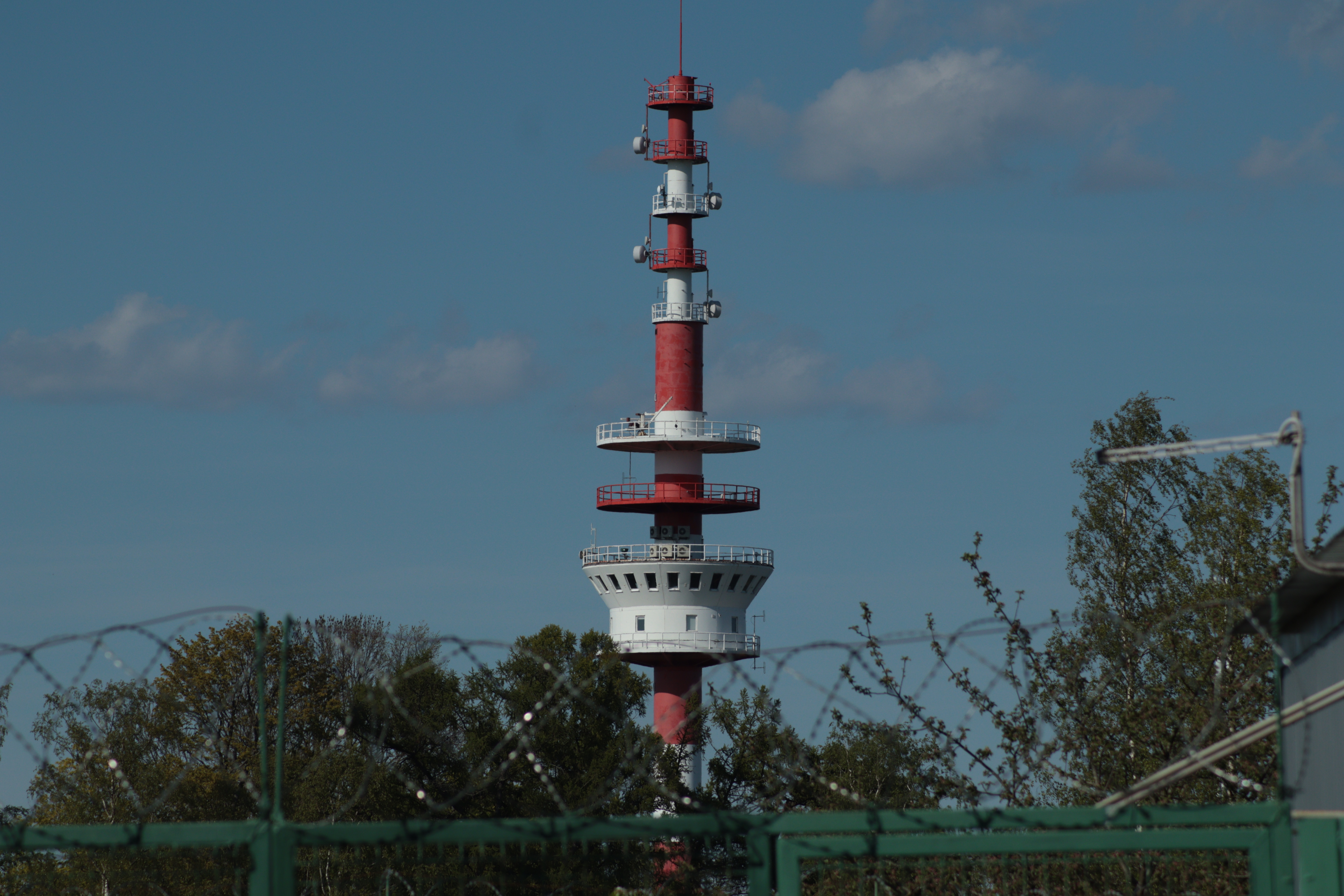